# Copelatus carayoni
Copelatus carayoni är en skalbaggsart som beskrevs av Legros 1949. Copelatus carayoni ingår i släktet Copelatus och familjen dykare. Inga underarter finns listade i Catalogue of Life.